# Disco Fever
Disco Fever (с англ. — «Диско Лихорадка») был танцевальным клубом Нью-Йорка, расположенным в Южном Бронксе на пересечении Джером-авеню и 167-й улицы, который работал с 1976 по 1986 год. Изначально клуб не смог привлечь к себе много клиентов, поэтому Сал Аббатиелло убедил своего отца, владельца, передать ему бразды правления. Аббатиелло быстро начал приглашать в клуб хип-хоп-исполнителей, в том числе молодого Грандмастер Флэша, и клуб значительно вырос в популярности и славе. Хип-хоп-группа Run-D.M.C. дала свой первый концерт в этом клубе.

## История
Клуб изначально открывался как местный бар. Альберт «Элли» Аббатиелло, итальянский американец, уже был владельцем двух ночных клубов в Бронксе, обслуживающих в основном афро-американцев: The Golden Hour (с англ. — «Золотой Час») и Pepper-n-Salt (с англ. — «Перец и Соль»). Он переделал старый бар, чтобы его третий ночной клуб изначально был нацелен на более взрослую толпу. По словам его сына, Сала, «Мы искали имя для заведения около трёх месяцев, и мы сидели и смотрели телевизор и моя мама увидела рекламу для фильма „Saturday Night Fever Disco“ [так в оригинале], и она говорит, 'почему бы вам не назвать клуб 'Disco Fever'?' — мы сказали: 'Нет, убирайся отсюда'. На следующий день мы пришли к идее, что 'Disco Fever' звучит довольно жарко. Таким образом, мы взяли это название от моей мамы, она назвала его так».
Он открылся в 1976 году, но стал популярным не сразу. Он мог вместить около 350 человек, но обычно приходило около 200. Сал Аббатиелло (сын хозяина клуба) работал в качестве бармена; Однажды ночью после закрытия он увидел, как ночной менеджер Джордж Годфри (англ. George Godfrey) играл какие-то записи и через микрофон призывал к себе толпу, чтобы начать вечеринку. Аббатиелло подумал, что эта необычная практика «говорить на фоне музыки», призывая толпу поучаствовать, была очень хороша для бизнеса, поскольку это заставило подняться людей, которые сидели в баре и не танцевали. Аббатиелло спросил Годфри, который выступал под псевдонимом «Sweet G», кого бы он порекомендовал из артистов для клуба, и после Годфри показал ему выступление Грандмастер Флэша в местном парке вместе с двумя другими артистами (Братья Гловер: Melvin «Melle Mel» Glover и Nathaniel «Kidd Creole» Glover); группа называла себя Grandmaster Flash & The 3 MCs, предшественник Grandmaster Flash and the Furious Five. Аббатиелло попросил и получил разрешение от своего отца, чтобы заказать выступление музыкальных артистов во вторник ночью.
В 1977 году состоялось первое ночное шоу во вторник при участии Грандмастер Флэша; ему заплатили 50 долларов, а двум другим MC по 25 долларов. Аббатиелло установил плату за вход в размере 1 доллара за человека и минимальное требование - заказ одного напитка стоимостью в 1 доллар. Эта низкая цена за вход в сочетании с рекламной кампанией распространилась с помощью флаеров на местном уровне и привела к длинной очереди у входной двери. Увидев большую толпу, Аббатиелло призвал к дополнительной помощи из соседнего клуба своего отца Pepper-n-Salt (с англ. — «Перец и Соль»). Клуб Disco Fever собрал 1000 долларов, установив успех эксперимента.
Аббатиелло продолжал приглашать в клуб исключительно рэперов и диджеев, и клуб начал процветать. Он расширил хип-хоп-вечеринку с ночи вторника до всех ночей, и вскоре Disco Fever стал самым известным хип-хоп-клубом в Нью-Йорке. Клуб был упомянут в песне Grandmaster Flash «The Message» в 1982 году, а в 1983 году Билл Адлер написал в журнале People, что этот клуб был «рэп-столицей Солнечной Системы». Рэпер Kurtis Blow сказал, что он пошёл в клуб, чтобы получить идеи, «чтобы увидеть, что любит улица». Аббатиелло основал звукозаписывающий лейбл Fever Records, чтобы открывать новых хип-хоп-исполнителей; Кёртис Блоу подписал свой первый контракт именно с этим лейблом. Продюсер Расселл Симмонс оценил клуб в качестве эффективного тестового рынка для новой музыки. Он сказал: «если какую-то рэп-запись не ставят в клубе 'Лихорадка', то это подделка» (англ. If a rap record doesn't go around in the Fever, it's fake). Расселл Симмонс убедил Аббатиелло дать своему младшему брату Джозефу, «Рану» из группы Run-D.M.C., шанс выступить на сцене. В результате свой первый гонорар за концерт Run-D.M.C. получили в клубе Disco Fever.
Грандмастер Флэш говорил, что Аббатиелло иногда вознаграждал хип-хоп-артистов, которые выступали, предлагая им шампанское и личное пространство в исключительной комнате, названной «Ледяная Комната» (англ. The Ice Room). Этот вид лечения звёзд привлёк женщин, заинтересованных в присоединении к диджеям и МС в праздновании после выступления: Грандмастер Флэш сказал, что «раньше происходили сумасшедшие вещи» в частном убежище.
Сал Аббатиелло поощрял чувство семьи среди своих сотрудников и клиентов, что спасло его от насильственных инцидентов, характерных для других мест хип-хопа. Он также поощрял дух единения, используя клуб как центр общественной деятельности. В 1982 году в ночном клубе состоялся теле-марафон в пользу «Фонда помощи африканским студентам» (англ. United Negro Fund), заработав 8 тысяч долларов. Сотрудничая с двумя хип-хоп-артистами, Аббатиелло основал любительскую баскетбольную лигу в районе. В начале 1983 года пасхальная вечеринка с подарками и едой была устроена в клубе Disco Fever для около 250 соседских детей, с бесплатным входом. Ночной клуб организовал перевозки в местные тюрьмы, так что люди в обществе могли посещать заключённых, которые были членами семьи. Аббатиелло сказал, что роль клуба помогать общественности как например это делает в Бронксе Юношеская христианская ассоциация (англ. YMCA - Young Men's Christian Association).
Фильм 1985 года Краш Грув был снят в клубе Disco Fever, и невольно служил в качестве заключительной главы ночного клуба. Благодаря таким, как Sheila E., Beastie Boys, Run-D.M.C., New Edition, The Fat Boys и LL Cool J, фильм был праздником клубной жизни хип-хопа. Сал Аббатиелло играл самого себя в фильме. Тем не менее, в процессе получения надлежащих разрешений на фильм, кинопродюсеры обнаружили, что Disco Fever уже с самого начала работал без необходимой лицензии кабаре. Общественный совет, отвечающий за одобрение такого разрешения, отстранил Аббатиелло от работы. Он сказал, «они использовали формальность, чтобы закрыть меня после того, как я отремонтировал парк, после того, что я сделал для 'Фонда помощи африканским студентам', я основал молодёжную ассоциацию, я открыл каток, чтобы все дети имели возможность куда-нибудь поехать кататься на коньках и делать свою домашнюю работу». После неудачной попытки получить разрешение, Аббатиелло просто закрыл дверь и ушёл.